# Agata Wróbel
Agata Ewa Wróbel (Żywiec, 28 de agosto de 1981) es una deportista polaca que compitió en halterofilia.
Participó en dos Juegos Olímpicos de Verano, obteniendo una medalla de plata en Sídney 2000 y una de bronce en Atenas 2004, ambas en la categoría de +75 kg.
Ganó tres medallas en el Campeonato Mundial de Halterofilia entre los años 1999 y 2002, y cinco medallas en el Campeonato Europeo de Halterofilia entre los años 1998 y 2004.

## Palmarés internacional
| Juegos Olímpicos   | Juegos Olímpicos   | Juegos Olímpicos  | Juegos Olímpicos |
| Año                | Lugar              | Medalla           | Categoría        |
| ------------------ | ------------------ | ----------------- | ---------------- |
| 2000               | Sídney (Australia) | Medalla de plata  | +75 kg           |
| 2004               | Atenas (Grecia)    | Medalla de bronce | +75 kg           |
| Campeonato Mundial |                    |                   |                  |
| Año                | Lugar              | Medalla           | Categoría        |
| 1999               | Atenas (Grecia)    | Medalla de plata  | +75 kg           |
| 2001               | Antalya (Turquía)  | Medalla de plata  | +75 kg           |
| 2002               | Varsovia (Polonia) | Medalla de oro    | +75 kg           |
| Campeonato Europeo |                    |                   |                  |
| Año                | Lugar              | Medalla           | Categoría        |
| 1998               | Riesa (Alemania)   | Medalla de bronce | +75 kg           |
| 1999               | La Coruña (España) | Medalla de oro    | +75 kg           |
| 2002               | Antalya (Turquía)  | Medalla de oro    | +75 kg           |
| 2003               | Lutraki (Grecia)   | Medalla de plata  | +75 kg           |
| 2004               | Kiev (Ucrania)     | Medalla de oro    | +75 kg           |